# کرافورد کنت
کرافورد کنت (انگلیسی: Crauford Kent؛ ‏ ۱۲ اکتبر ۱۸۸۱ – ۱۴ مهٔ ۱۹۵۳) بازیگر اهل بریتانیا بود. وی بین سال‌های ۱۹۱۵ تا ۱۹۵۲ میلادی فعالیت می‌کرد.
از فیلم‌ها یا برنامه‌های تلویزیونی که وی در آن نقش داشته‌است، می‌توان به غزل غزل‌ها، گناه، مرد و دوشیزه، مادر، قیمت خرید، مهمان سیزدهم، خانه روتشیلت، جنگل گمشده، ماریتای بدجنس، مردگان متحرک، فرشته سپید، خوش‌شانس‌ترین دختر جهان، تاپر، شهره شهر نیویورک، بوکانیر، سرود کریسمس، دستگاه اطلاعاتی بریتانیا، خبرنگار خارجی، نامه، تصویر دوریان گری، از خودگذشتگی، حکم، پت و مایک، مرد نامرئی، ماجراهای رابین هود، شورش در بونتی، سامسون و دلیله، شاهین دریا، وسواس باشکوه، ما دوباره زندگی می‌کنیم، خانم مارکر کوچک، زیبای پایدار، جسم و روح، ارغوانی تیره و گرگ وال استریت اشاره کرد.